# Borislav Ivkov
Borislav (Bora) Ivkov, srbski šahovski velemojster, * 12. november 1933, Beograd, Kraljevina Jugoslavija, † 14. februar 2022, Beograd.
Mojster je postal leta 1949 na 5. šahovskem prvenstvu SFRJ v Zagrebu, velemojster pa leta 1955. Leta 1951 je v Angliji postal prvi mladinski svetovni prvak v šahu.
Sodeloval je na 12., 14., 15. in 16. šahovski olimpijadi.

## Dosežki
| Kraj-turnir       | Leto | Mesto |
| ----------------- | ---- | ----- |
| Mar de Plata      | 1955 | 1.    |
| Buenos Aires      | 1955 | 1.    |
| Zagreb            | 1955 | 2.-3. |
| Santiago de Chile | 1959 | 1.-2. |
| Bewerwijk         | 1961 | 1.-2. |
| Beograd           | 1964 | 2.-3. |
| Havana            | 1965 | 2.-4. |
| Zagreb            | 1965 | 1.-2. |
| Sarajevo          | 1967 | 1.-2. |
| Malaga            | 1968 | 1.-2. |
| Malaga            | 1969 | 1.-2. |
| Beograd           | 1969 | 1.-4. |
| Bewerwijk         | 1971 | 2.-5. |
| Stockholm         | 1971 | 1.    |